# Katholikus Szemle

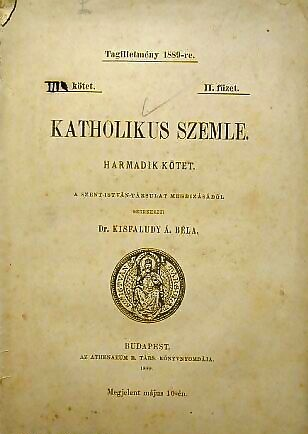
Katholikus Szemle

A Katholikus Szemle a Szent István Társulat irodalmi és tudományos folyóirata. Gróf Károlyi Sándor és gróf Apponyi Albert, a SZIT világi elnökei javaslatára hozták létre negyedévenkénti tagilletményként.
A folyóirat fő témakörei: társadalomtudomány, történelem, irodalom.
Kiadója mindvégig a Szent István Társulat volt, Budapesten, a számait kezdetben az Athenaeum, 1900-tól a Stephaneum Nyomdában készítették.
Kezdetben negyedévenként, 1889-től évente ötször, 1900 januárjától havonta (július és augusztus kivételével), évente összesen tíz szám jelent meg.
Melléklapja: A Szent István Társulat Értesítője (1888–91, 1898).
1949-től, Katolikus Szemle címmel, Rómában adták ki újra, negyedévenkénti megjelenéssel. Főszerkesztője 1959-től Békés Gellért OSB volt. A rendszerváltás után felmerültek tervek, hogy a folyóirat újra megjelenjen Magyarországon, de ezek nem valósultak meg.

## Története
A folyóirat története három szakaszra bontható
- Katholikus Szemle (Budapest) (1887–1934)
- Katolikus Szemle (Budapest) (1934–1944)
- Katolikus Szemle (Róma) (1949–1991)

## A folyóirat célja
Egyházi embereken kívül szélesebb értelmiségi rétegeket akart megszólítani a lap. XIII. Leó pápa felismerte a sajtótermékek jelentős társadalmi befolyásoló erejét, az ő bölcs belátása nyomán cselekedett a magyar katolikus egyház. Gyakran polemikus írások is helyt kaptak a folyóiratban, például a darwinizmusról, Émile Zola működéséről stb.
1949 és 1990 között a római magyar katolikus diaszpóra lapjaként magyar nyelven ápolta a külföldre szakadt, szekularizált világban élő magyarság humanista és keresztény szellemiségét.

## Referálás

### Rovatok
1. Bölcselet és hittudomány
2. Történelem
3. Szépirodalom
4. Művészet
5. Közgazdaságtudomány
6. Társadalomtudomány
7. Szemle

### Főszerkesztők
- Kisfaludy Árpád Béla (1887–1891)[4]
- Mihályfi Ákos (1891–1928)
- Váradi Béla (1928–1934)
- Mihelics Vid (1934–1940)
- Kühár Flóris (1940–1942)
- Radó Polikárp (1943–1944)
- ?                 (1949–1959)
- Békés Gellért (1959–1991)

### Híres szerzők 1887–1944 (válogatás)
- Áldásy Antal
- Békefi Remig
- Bognár Cecil
- Fraknói Vilmos
- Ipolyi Arnold
- Jánossy Gusztáv
- Neÿ Ferenc
- Prohászka Ottokár
- Tomcsányi János
- Gróf Zichy Nándor